# 世界の鉄道 (雑誌)
『世界の鉄道』（せかいのてつどう）は、デル・プラド・ジャパンから発売されていた週刊デル・プラド・コレクションの第8弾。各号にはNゲージサイズのディスプレイモデルが付属している。

## 概要
- 価格は第7号より1,780円から1,575円に下げられた[1]。
- 全64号刊行予定だったが、第48号で終了[2]。
- 『週刊 世界の鉄道スペシャル JR編 (仮題)』として2004年9月上旬から再スタートする予定だったが、11月以降に延期され[2]、最終的には11月24日にデル・プラド・ジャパンが破産してしまい発売されなかった[3]。

## 内容
- Nゲージサイズのディスプレイモデル

- 車両スペックカード

付属のNゲージサイズのディスプレイモデルについての解説。
- 世界鉄道ガイド
  - 鉄道王国にようこそ
  - 車両大百科
  - 日本列車紀行

## 車両

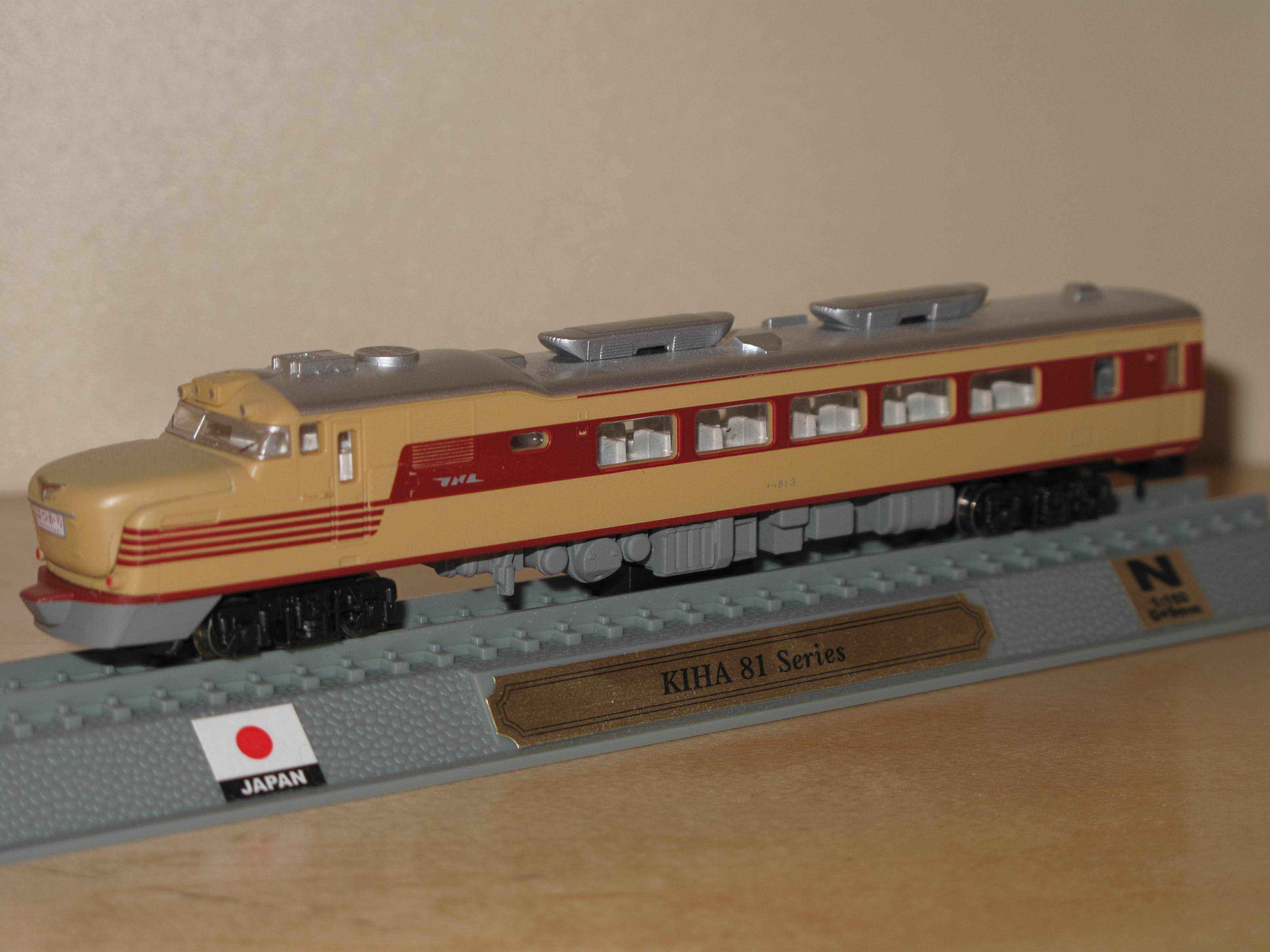
第10号 キハ81系ディーゼル特急

1. 700系新幹線
2. FP-45 アムトラック（英語版）
3. BR-218（英語版）
4. 東海道線80系
5. TGV
6. クラスA1「フライング・スコッツマン」
7. Fシリーズディーゼル機関車FP7
8. C50型蒸気機関車
9. 319シリーズディーゼル機関車 (タルゴ牽引機)（英語版）
10. キハ81系ディーゼル特急
11. HST125「インターシティ」
12. アメリカン・スタンダード「ジェネラル号」（英語版）
13. GP-20型ディーゼル機関車
14. D51型蒸気機関車
15. RENFE340 340シリーズディーゼル機関車（英語版）
16. BR-182 182形電気機関車
17. F45型ディーゼル機関車（英語版）
18. GNER クラス373「ホワイト・ローズ」
19. EF210形電気機関車
20. スタンダード・クラス4MT
21. DF4Dディーゼル機関車「毛沢東号」
22. クラス Ge6/6「クロコダイル」
23. Renfe AVE 100
24. ヴィットリオ・エマヌエレII（英語版）
25. ETR480「ペンドリーノ」
26. ETR 490「アラリス」
27. DB VT 11.5「トランス・ヨーロッパ・エクスプレス」
28. DRG クラス01.10（英語版）
29. E402 B-120（英語版）
30. クラスA4「マラード」号
31. 103.1形電気機関車
32. 「ブルボネ」蒸気機関車（フランス語版）
33. E424形電気機関車（英語版）
34. BB9300形電気機関車「ミストラル」
35. SS8型電気機関車「韶山」号（英語版）
36. NS 1700 NS1700形電気機関車
37. Re 4/4 II形電気機関車
38. 「アドラー」号
39. NS1100形電気機関車（英語版）
40. インターシティ・エクスプレス3
41. アムトラック P42「ジェネシス」
42. BB22200形電気機関車
43. V60形ディーゼル機関車（英語版）
44. 1047形電気機関車（ハンガリー語版）
45. 1200形ディーゼル機関車（ポルトガル語版）
46. E18形電気機関車（英語版）
47. D345形ディーゼル機関車（英語版）
48. 172形ディーゼル・レールバス（英語版）

## 購読特典
- 特製ディスプレイラック
- マガジン「世界鉄道ガイド」専用ブックカバー（4冊）
- スペックカード専用リングバインダー（1冊）

## 海外での展開

Del Prado Collection

各国のデル・プラド（Del Prado）では「世界の機関車」として、最大で100号が刊行された。
| 国名           | タイトル                                          | 販売時期             | 出典   |
| -------------- | ------------------------------------------------- | -------------------- | ------ |
| イタリア       | Locomotive del Mondo                              | 2004年頃             | [ 4 ]  |
| イギリス       | Locomotives of the World                          | 2006年8月-2008年12月 | [ 5 ]  |
| アメリカ合衆国 | The World’s Great Locomotives Die-Cast Collection | 2006年頃             | [ 6 ]  |
| スペイン       | Locomotoras del Mundo                             | 2007年頃             | [ 7 ]  |
| ドイツ         | Lokomotiven der welt                              | 2007年頃             | [ 8 ]  |
| オランダ       | Locomotieven uit de hele wereld                   | 2007年頃             | [ 9 ]  |
| ブラジル       | Locomotivas do Mundo                              | 2010年頃             | [ 10 ] |

## 発売終了後
- ブラジルのデル・プラドではオンラインショップで現在も販売している[10]。
- パートワーク出版社のAmercomは、2013年頃発売したOOゲージ（1/76）の「Great British Locomotives Collection」の講読特典として配布した[11]ほか、OOゲージと共にオンラインショップで販売している[12]。